# ホオジロ属
ホオジロ属（ホオジロぞく、学名：Emberiza Linnaeus, 1758）は、スズメ目ホオジロ科に分類される鳥類の一属。ホオジロ科の模式属。模式種はキアオジ。

## 分布
アフリカ大陸、ユーラシア大陸、インドネシア、日本に分布する。多数の種が国際自然保護連合（IUCN）により、レッドリストの指定を受けている。日本では複数の種が環境省と都道府県によりレッドリストの指定を受けている。

## 形態
全身は褐色の羽毛で覆われ黒い縦縞が入る種が多い。
繁殖期にはオスの頭部の色彩が異なる、斑紋が入る種が多い。

## 生態

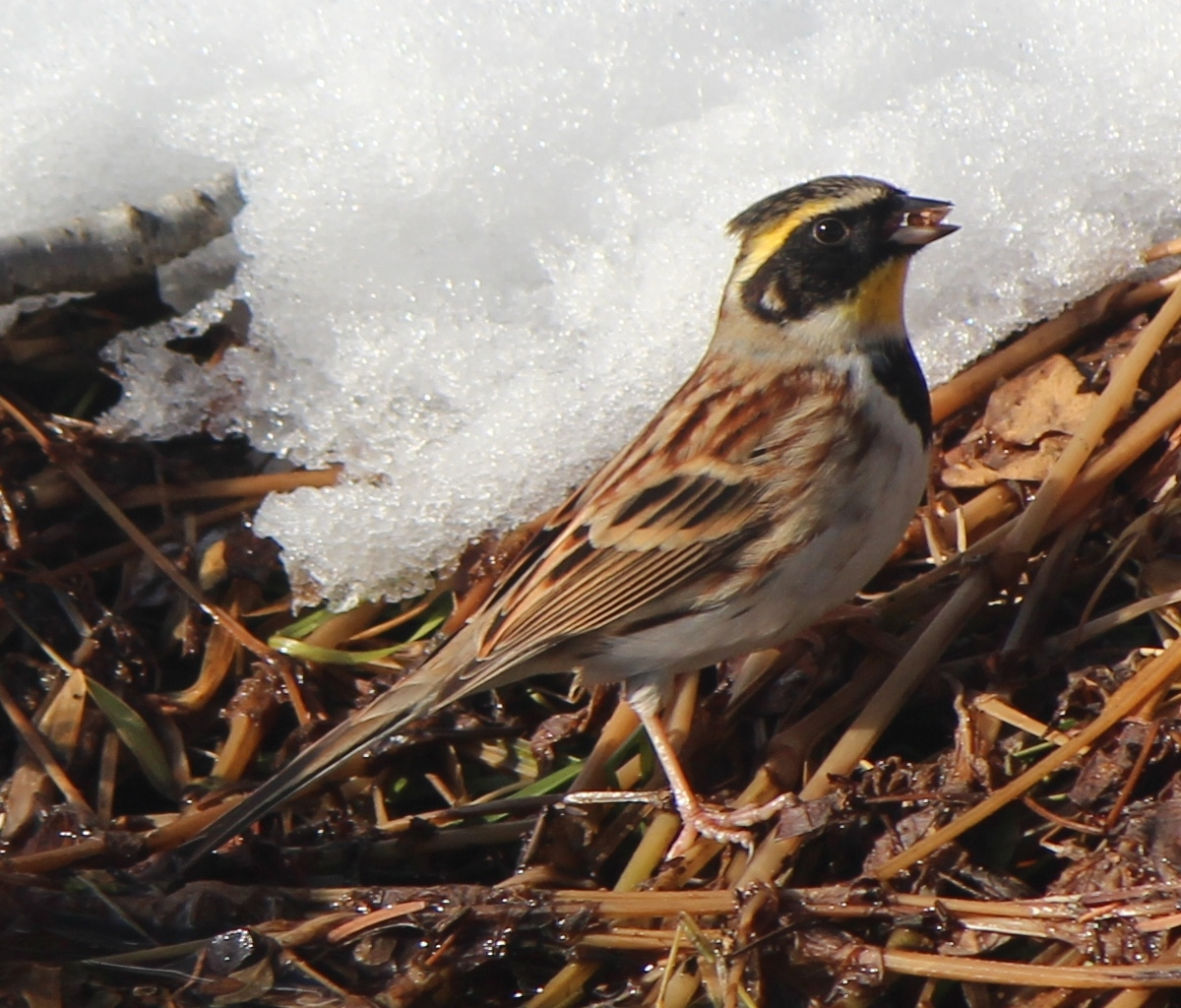
地表で種子を採食するミヤマホオジロ

食性は植物食傾向の強い雑食もしくは植物食で、主に種子を食べるが昆虫類を食べる種もいる。主に地表で採食を行う。雛には昆虫類を与える。
繁殖形態は卵生。繁殖期には縄張りを形成する。オスは樹上で囀り、近寄ってきたメスを飛翔して追いかけ求愛する。地表や藪の中に皿やお椀状の巣を作り、卵を産む。

## 分類
ホオジロ属は以下の種に分類されている。
日本では、ホオジロ、カシラダカ、アオジなどは比較的容易に観察することができる。シラガホオジロ、シロハラホオジロ、ホオアカ、キマユホオジロ、ミヤマホオジロ、クロジ、コジュリン、ツメナガホオジロ、オオジュリンなども観察することができ、コホオアカ、シマアオジ、シベリアジュリン、シマノジコ、ノジコなどは非常に観察しにくい種である。
- Emberiza affinis - コシアカホオジロ（英名：Brown-rumped Bunting）、アフリカの西部・中部・東部に分布
- Emberiza aureola - シマアオジ（英名：Yellow-breasted bunting）、ユーラシア大陸の北部から中部にかけて分布
- Emberiza bruniceps - チャキンチョウ（英名：Red-headed bunting）、ユーラシア大陸の南中部に分布
- Emberiza buchanani - イワバホオジロ（英名：Grey-necked bunting）、ユーラシア大陸の南部から中部にかけて分布
- Emberiza cabanisi - キンムネホオグロ（英名：Cabanis's Bunting）、アフリカの西部・中部・東部・南東部に分布
- Emberiza caesia - ノドアカホオジロ（英名：Cretzschmar's bunting）、ユーラシア大陸の南西部に分布
- Emberiza calandra - ハタホオジロ（英名：Corn Bunting）、ユーラシア大陸の西部から西南部かけてと北アフリカに分布
- Emberiza capensis - ケアプホオジロ（英名：Cape Bunting）、アフリカ南部に分布
- Emberiza chrysophrys - キマユホオジロ（英名：Yellow-browed bunting）、ユーラシア大陸の北中部から北東部にかけて分布
- Emberiza cia - ヒゲホオジロ、ユーラシア大陸の南西部から南中部にかけて分布
- Emberiza cineracea - キノドアオジ（英名：Cinereous Bunting）、ユーラシア大陸の中南部に分布
- Emberiza cioides - ホオジロ（英名：Meadow bunting）、ユーラシア大陸の東部に分布
- Emberiza cirlus - ノドグロアオジ（英名：Striolated Bunting）、ユーラシア大陸の西部から西南部かけてと北西アフリカに分布
- Emberiza citrinella - キアオジ（英名：Yellowhammer）、ユーラシア大陸の西部から中部にかけて分布
- Emberiza elegans - ミヤマホオジロ（英名：Yellow-throated bunting）、ユーラシア大陸の東部に分布
- Emberiza flaviventris - キンムネホオジロ（英名：Golden-breasted Bunting）、アフリカに分布
- Emberiza fucata - ホオアカ（英名：Chestnut-eared bunting）、ユーラシア大陸の中部から東部にかけて分布
- Emberiza godlewskii - ヒゲホオジロ（英名：Godlewski's Bunting）、ユーラシア大陸の中部に分布
- Emberiza hortulana - ズアオホオジロ（英名：Ortolan bunting）、ユーラシア大陸の中部から東部にかけて分布
- Emberiza impetuani - ヒバリホオジロ（英名：Lark-like Bunting）、南西アフリカに分布
- Emberiza jankowskii - コマホオジロ（英名：Rufous-backed bunting）、ユーラシア大陸の東部に分布
- Emberiza koslowi - クビワホオジロ（英名：Tibetan Bunting）、ヒマラヤ山脈から中国の中西部にかけて分布
- Emberiza lathami - レンジャクノジコ（英名：Crested Bunting）、マレーシアからタイにかけてと中国南東部に分布
- Emberiza leucocephalos - シラガホオジロ（英名：Pine bunting）
- Emberiza melanocephala - ズグロチャキンチョウ（英名：Black-headed bunting）、ユーラシア大陸の南中部に分布
- Emberiza palasii - シベリアジュリン（英名：Pallas's reed bunting）、ユーラシア大陸の東部に分布
- Emberiza poliopleura - ソマリアキンムネホオジロ（英名：Somali Bunting）、アフリカの東中部に分布
- Emberiza pusilla - コホオアカ（英名：Little bunting）、ユーラシア大陸の北部に分布
- Emberiza rustica - カシラダカ（英名：Rustic bunting）、アフリカの東中部に分布
- Emberiza rutila - シマノジコ（英名：Chestnut bunting）、ユーラシア大陸の東部に分布
- Emberiza sahari - （英名：House Bunting）、北西アフリカに分布
- Emberiza schoeniclus - オオジュリン（英名：Common reed bunting）、ユーラシア大陸に分布
- Emberiza siemsseni - ウスグロホオジロ（英名：Slaty Bunting）、中国中部に分布
- Emberiza socotrana - ソコトラホオジロ（英名：Socotra bunting）、イエメンのソコトラ島に分布
- Emberiza spodocephala - アオジ（英名：Black-faced bunting）、ユーラシア大陸の東部に分布
- Emberiza stewarti - ハイガシラホオジロ（英名：White-capped Bunting）、ヒマラヤ山脈からインド中部にかけて分布
- Emberiza striolata - イエホオジロ（英名：Striolated Bunting）、アフリカとアラビア半島南西部に分布
- Emberiza sulphurata - ノジコ（英名：Japanese yellow bunting）、日本と韓国に分布
- Emberiza tahapisi - ヒチジョウホオジロ（英名：Cinnamon-breasted Bunting）、北西アフリカに分布
- Emberiza tristrami - シロハラホオジロ（英名：Tristram's bunting）、ユーラシア大陸東部に分布
- Emberiza variabilis - クロジ（英名：Grey bunting）、ユーラシア大陸の東部に分布
- Emberiza vincenti - （英名：Vincent's Bunting）、南東アフリカのマラウイに分布
- Emberiza yessoensis - コジュリン（英名：Japanese reed bunting）、ユーラシア大陸の東部に分布

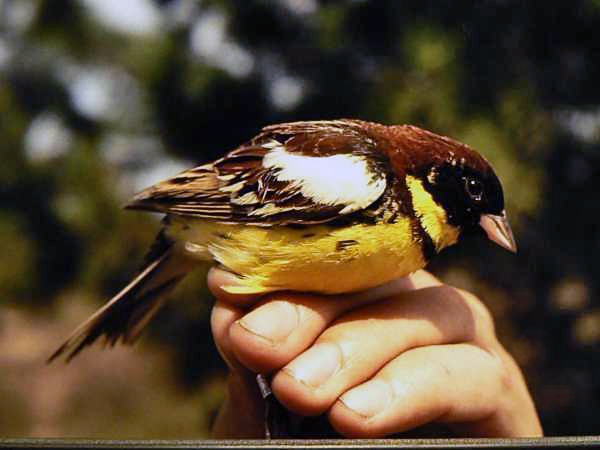
E. aureola シマアオジ
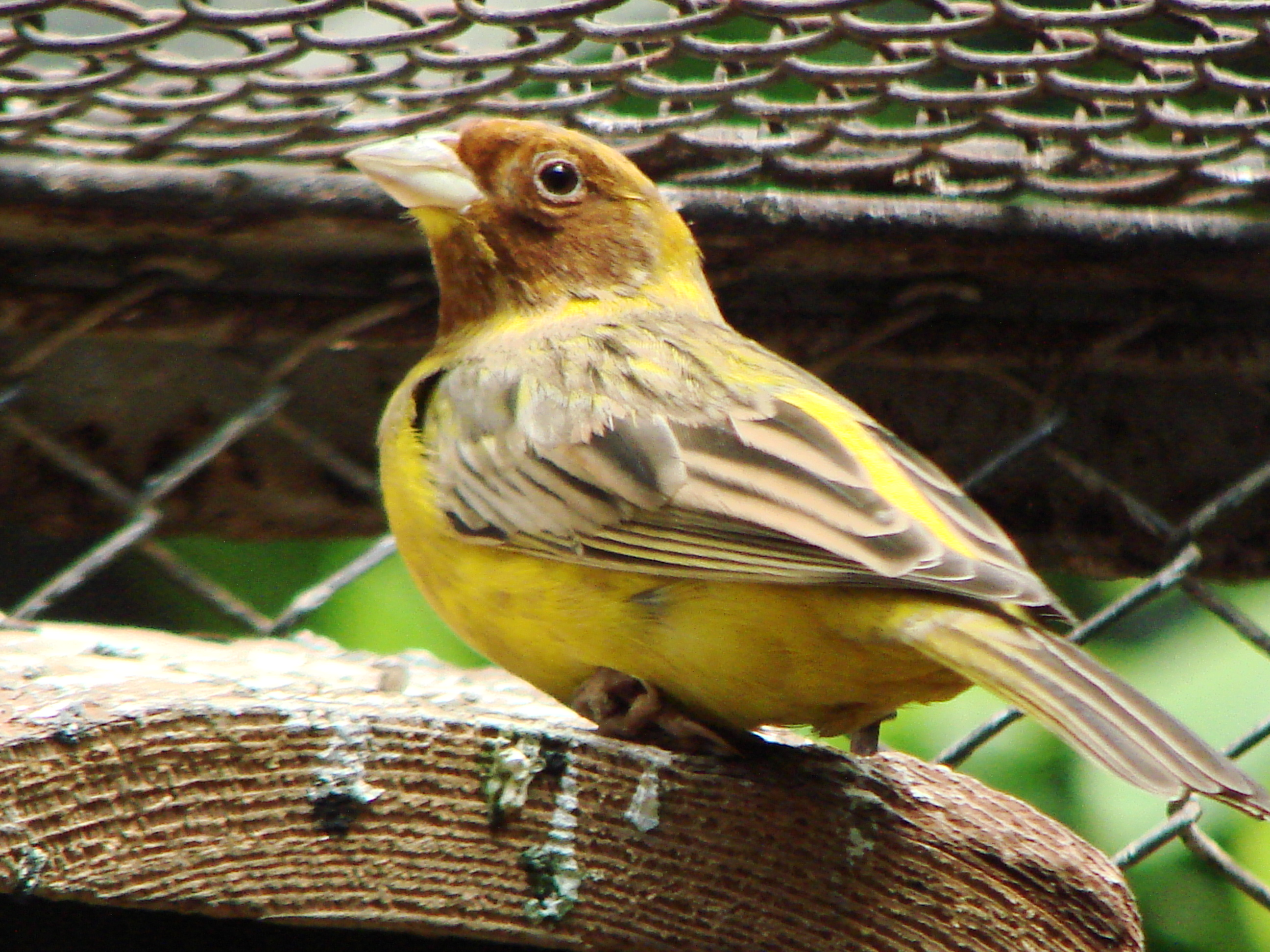
E. bruniceps チャキンチョウ
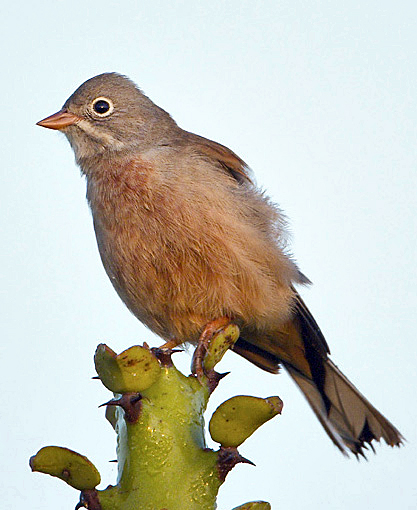
E. buchanani イワバホオジロ
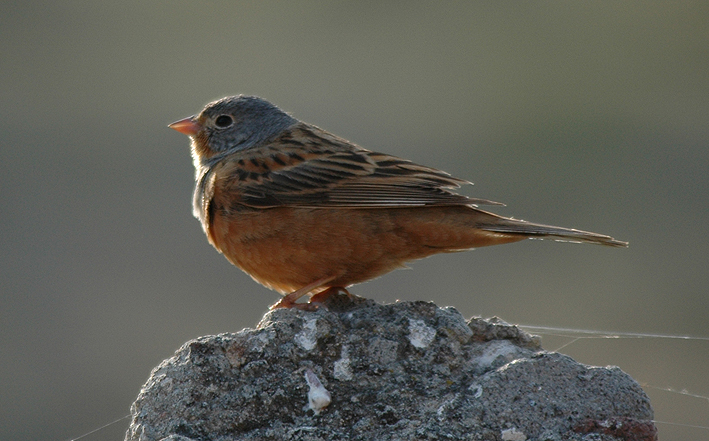
E. caesia ノドアカホオジロ
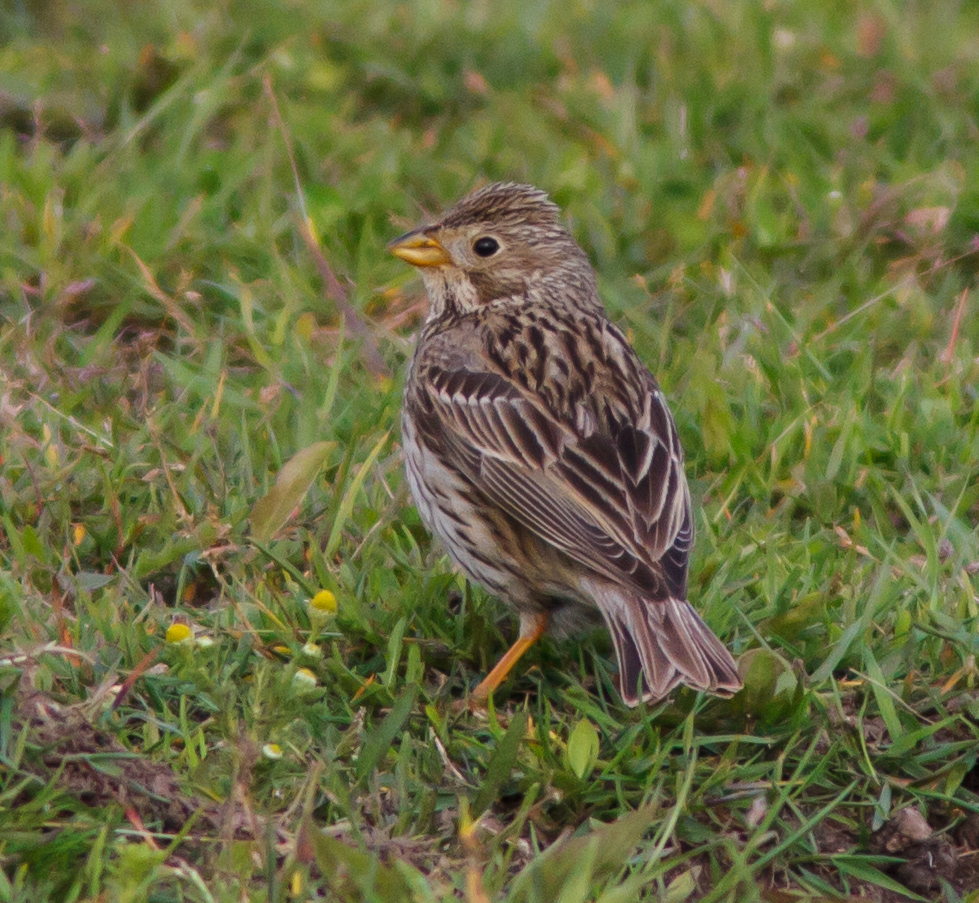
E. calandra ハタホオジロ
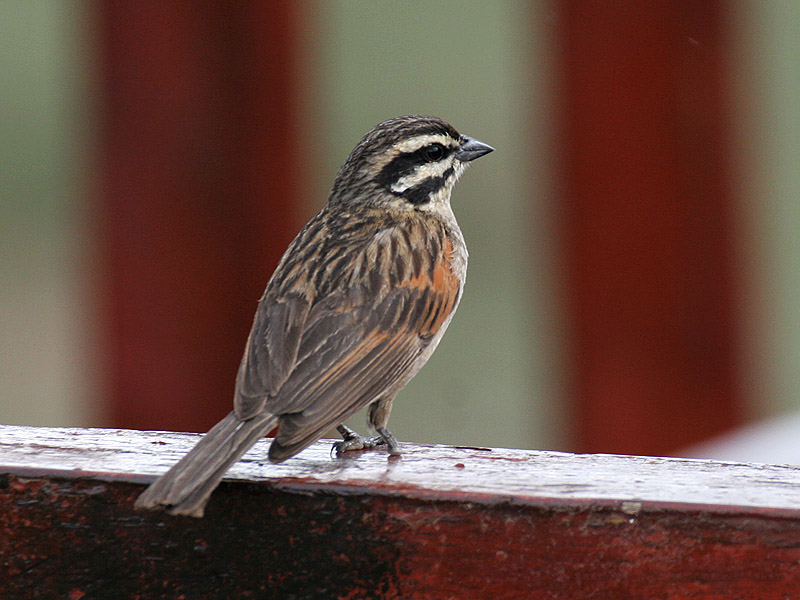
E. capensis ケアプホオジロ
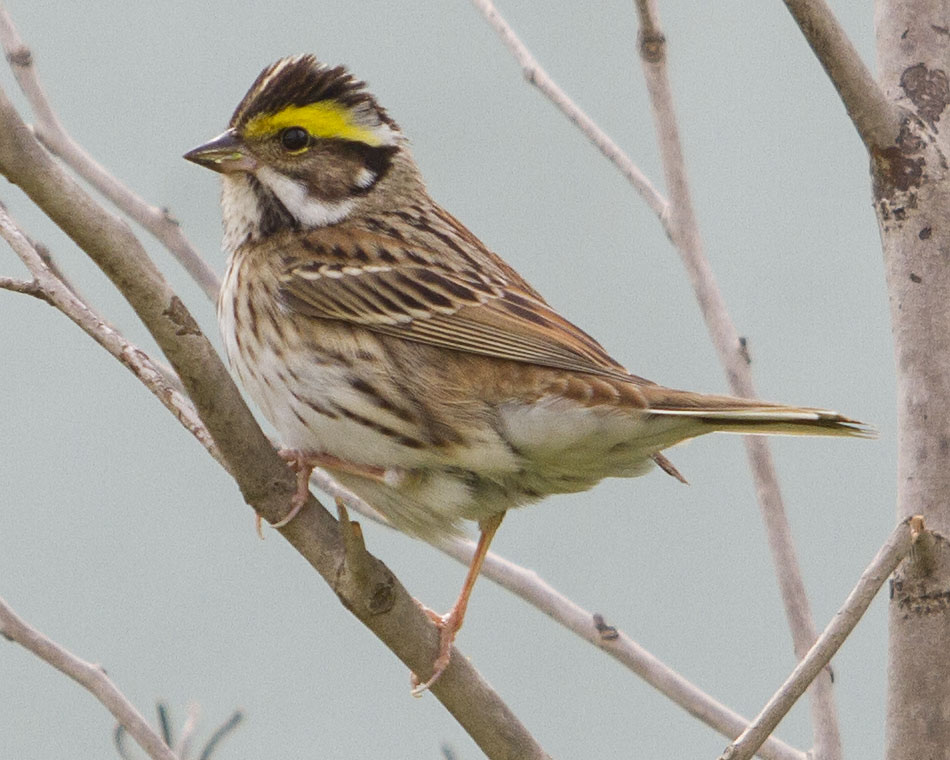
E. chrysophrys キマユホオジロ
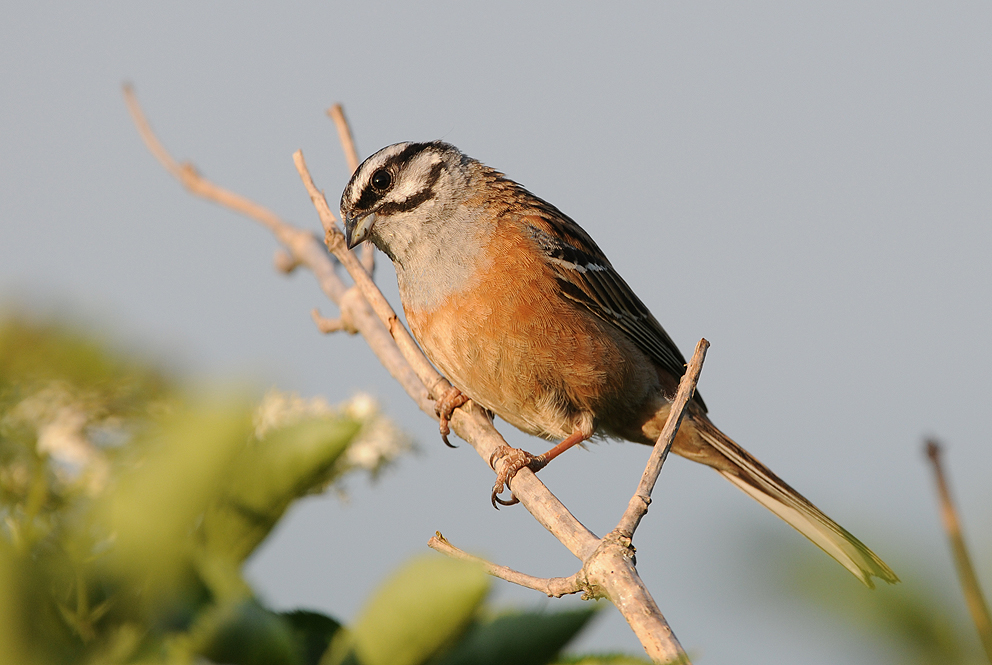
E. cia ヒゲホオジロ
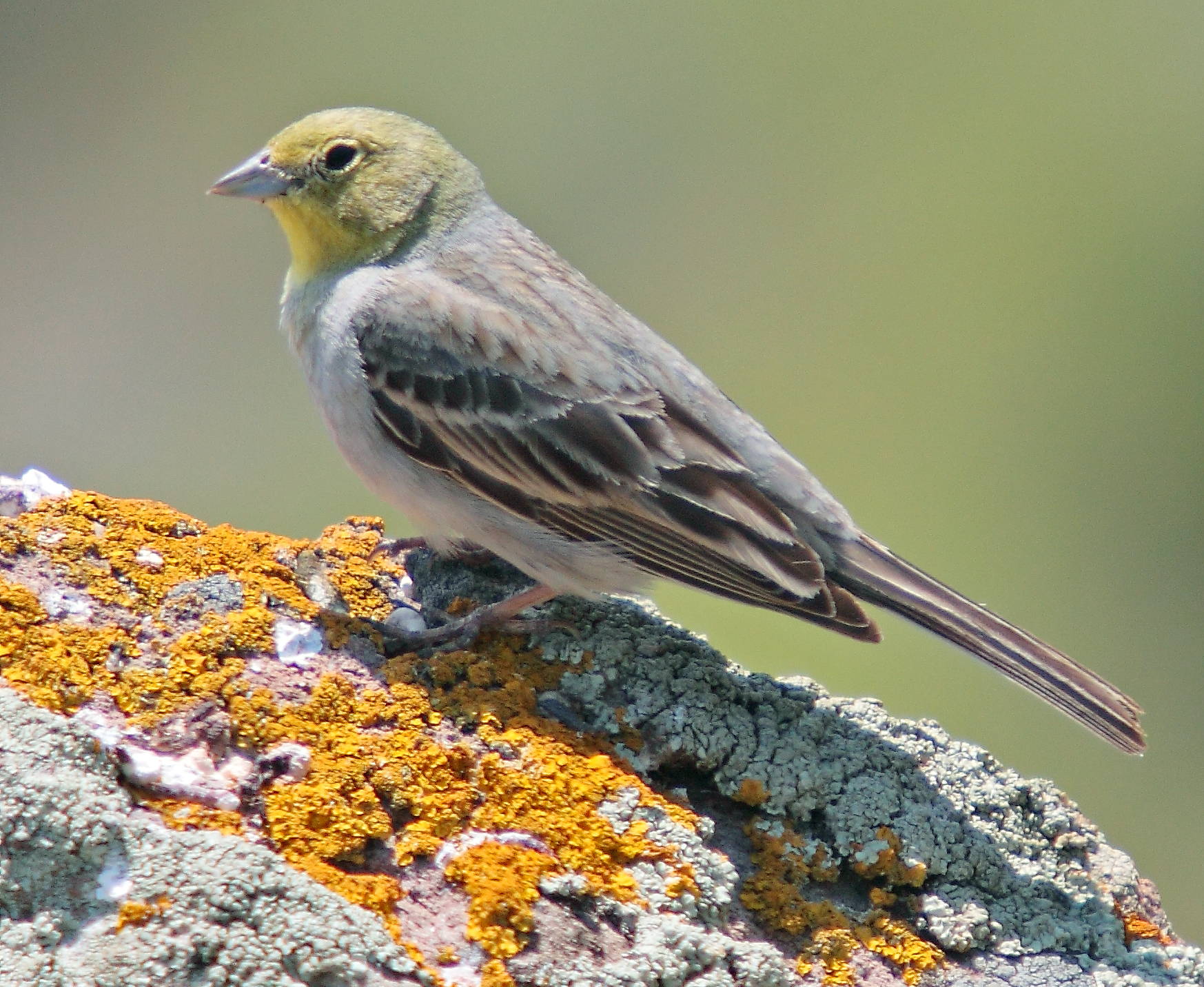
E. cineracea キノドアオジ
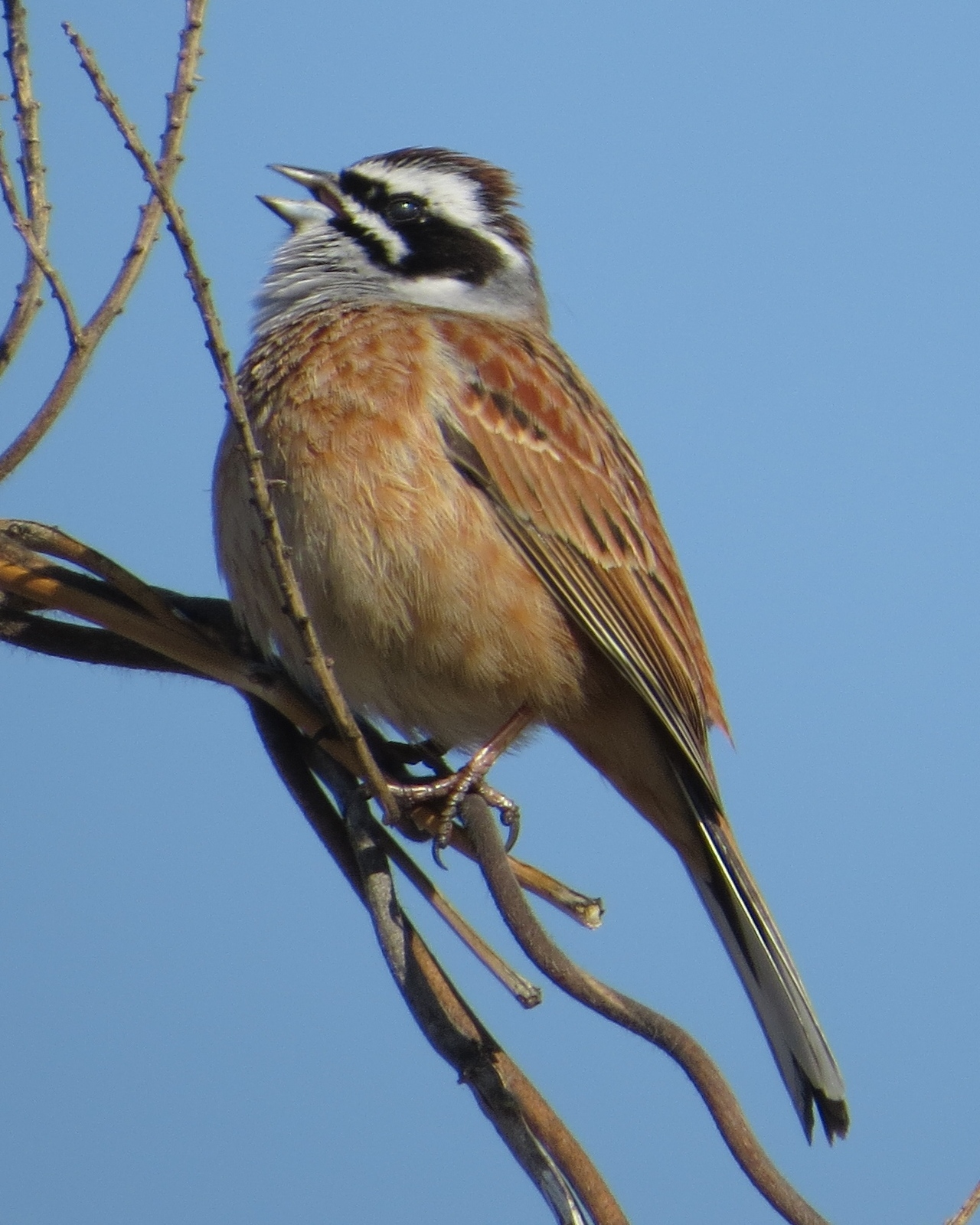
E. cioides ホオジロ
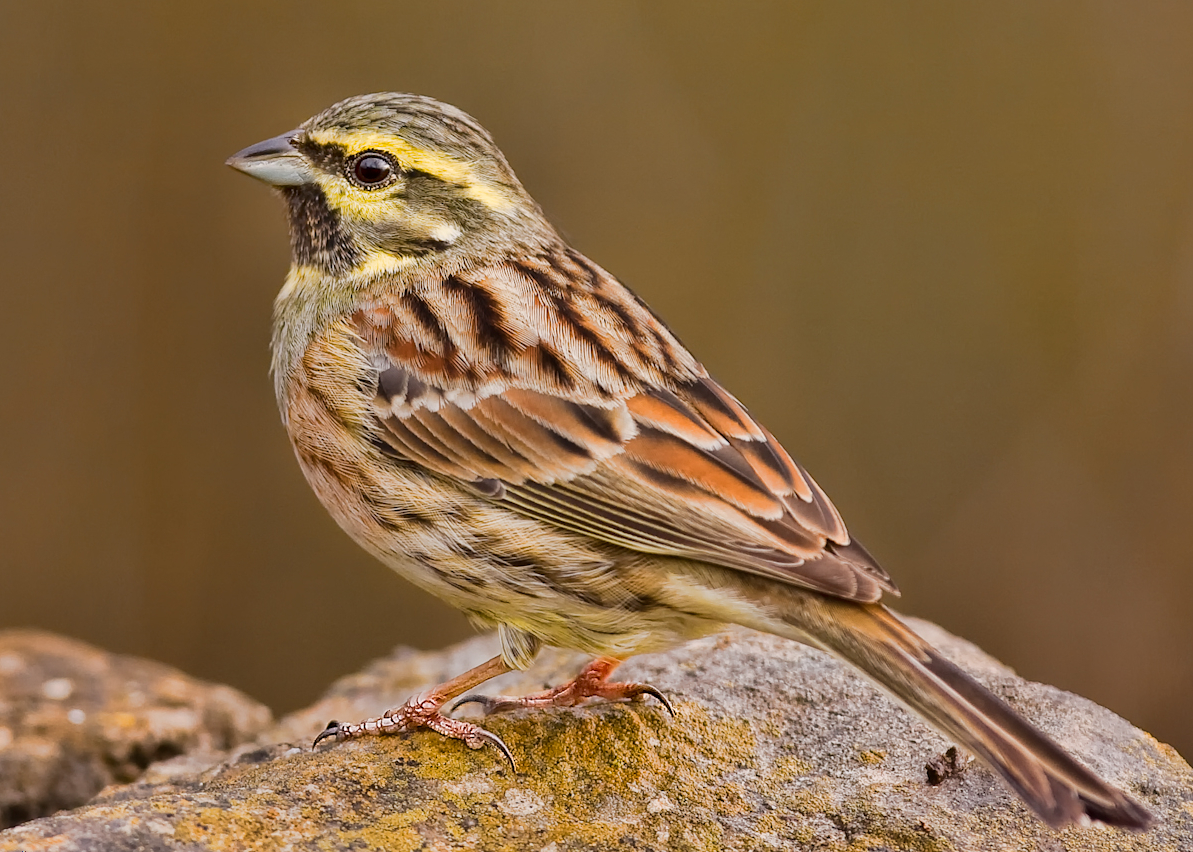
E. cirlus ノドグロアオジ
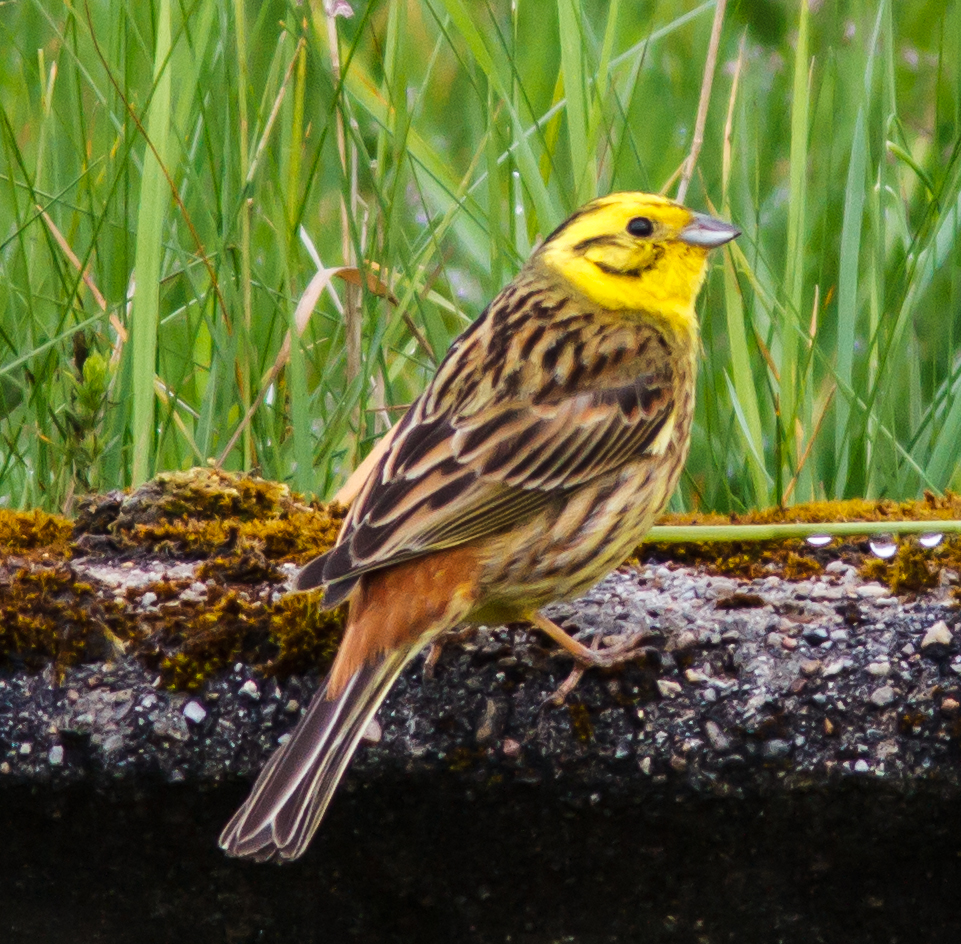
E. citrinella キアオジ
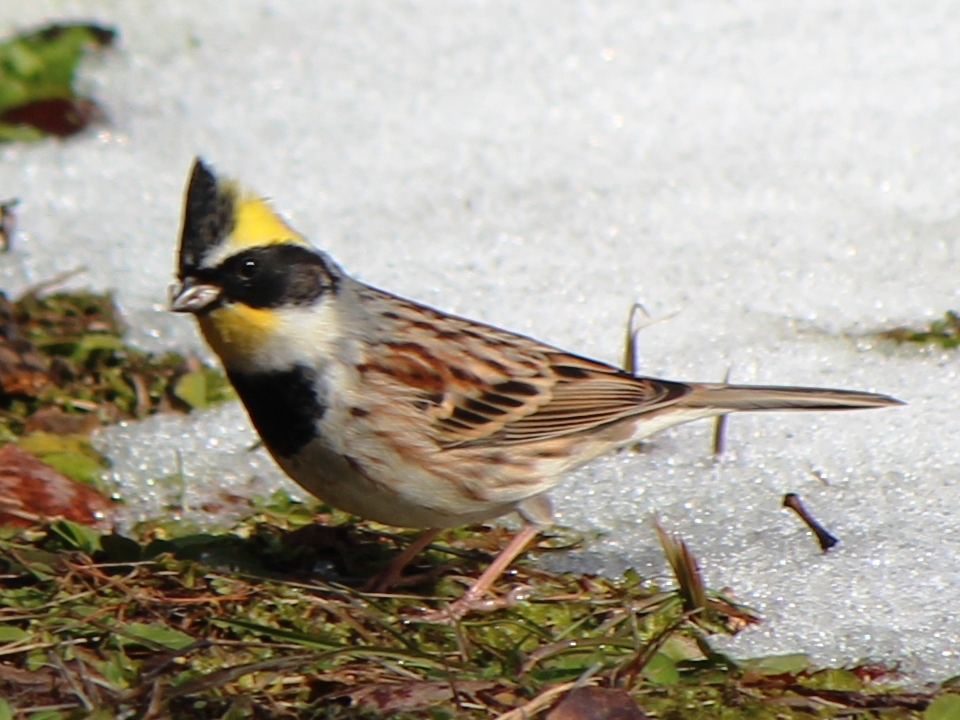
E. elegans ミヤマホオジロ
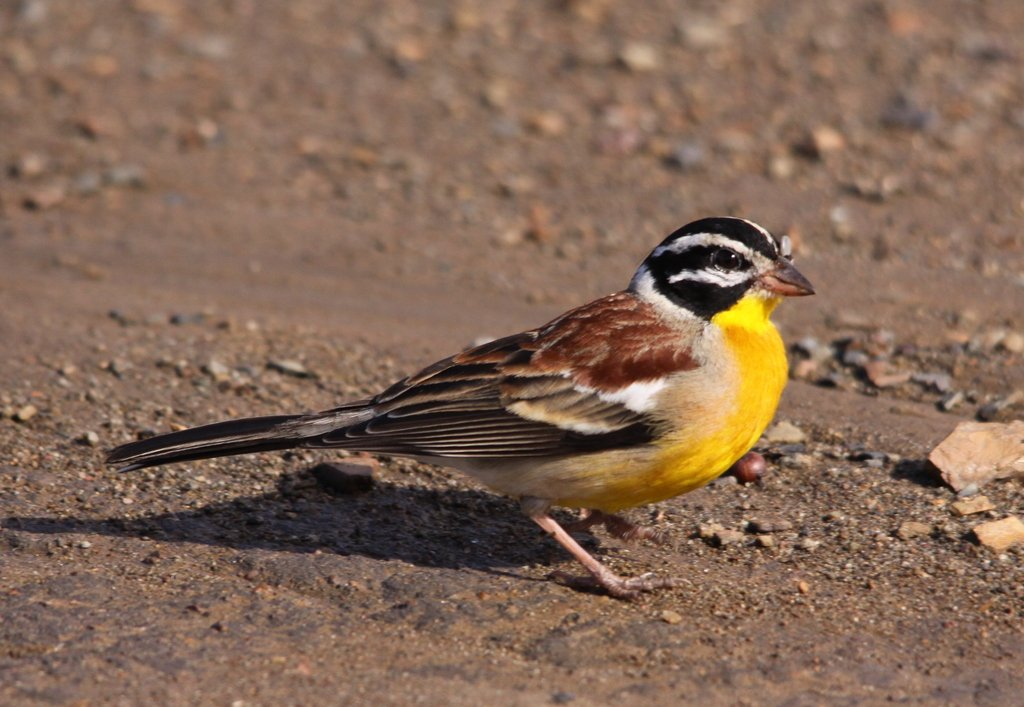
E. flaviventris キンムネホオジロ
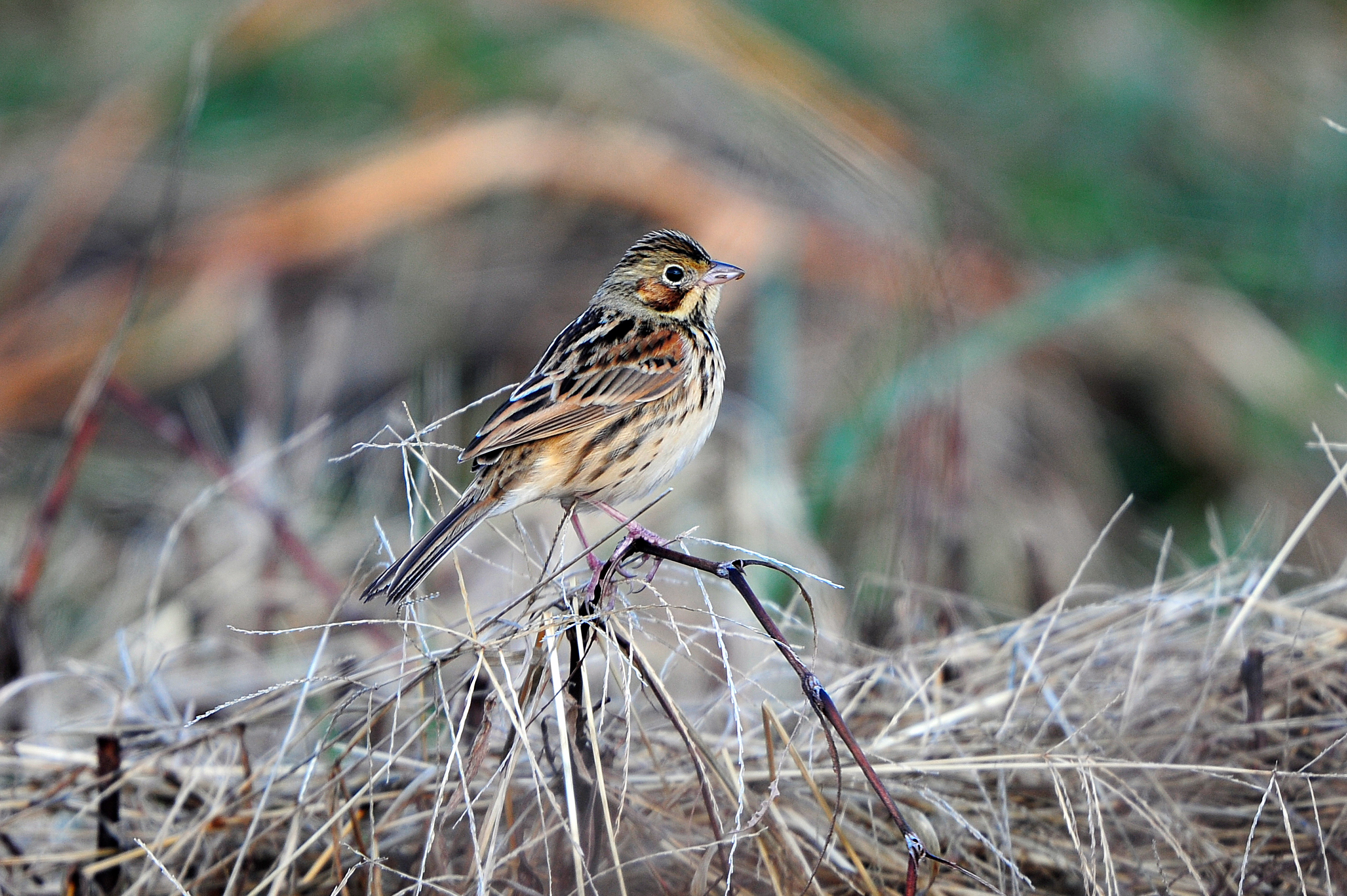
E. fucata ホオアカ
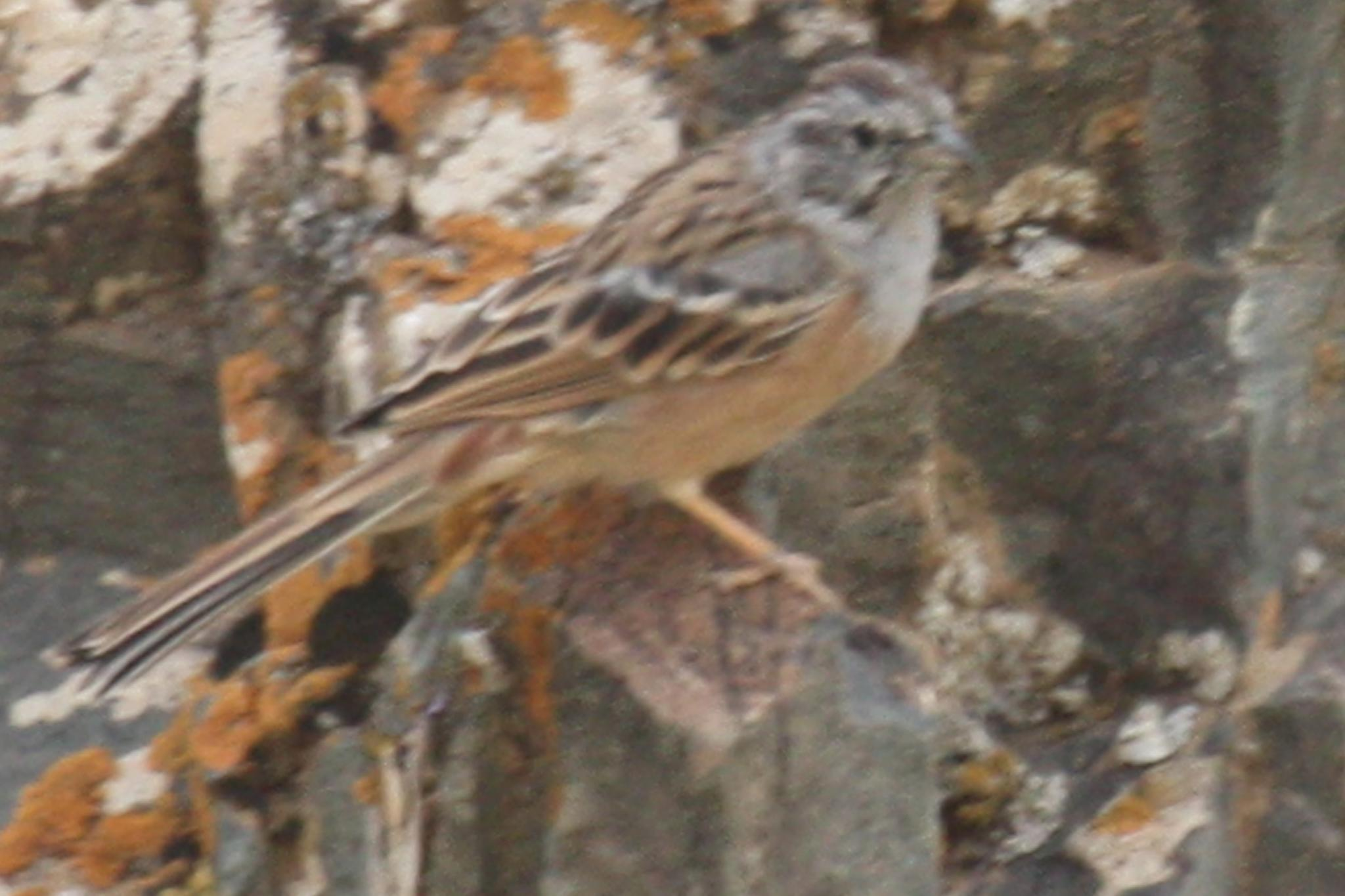
E. godlewskii ヒゲホオジロ
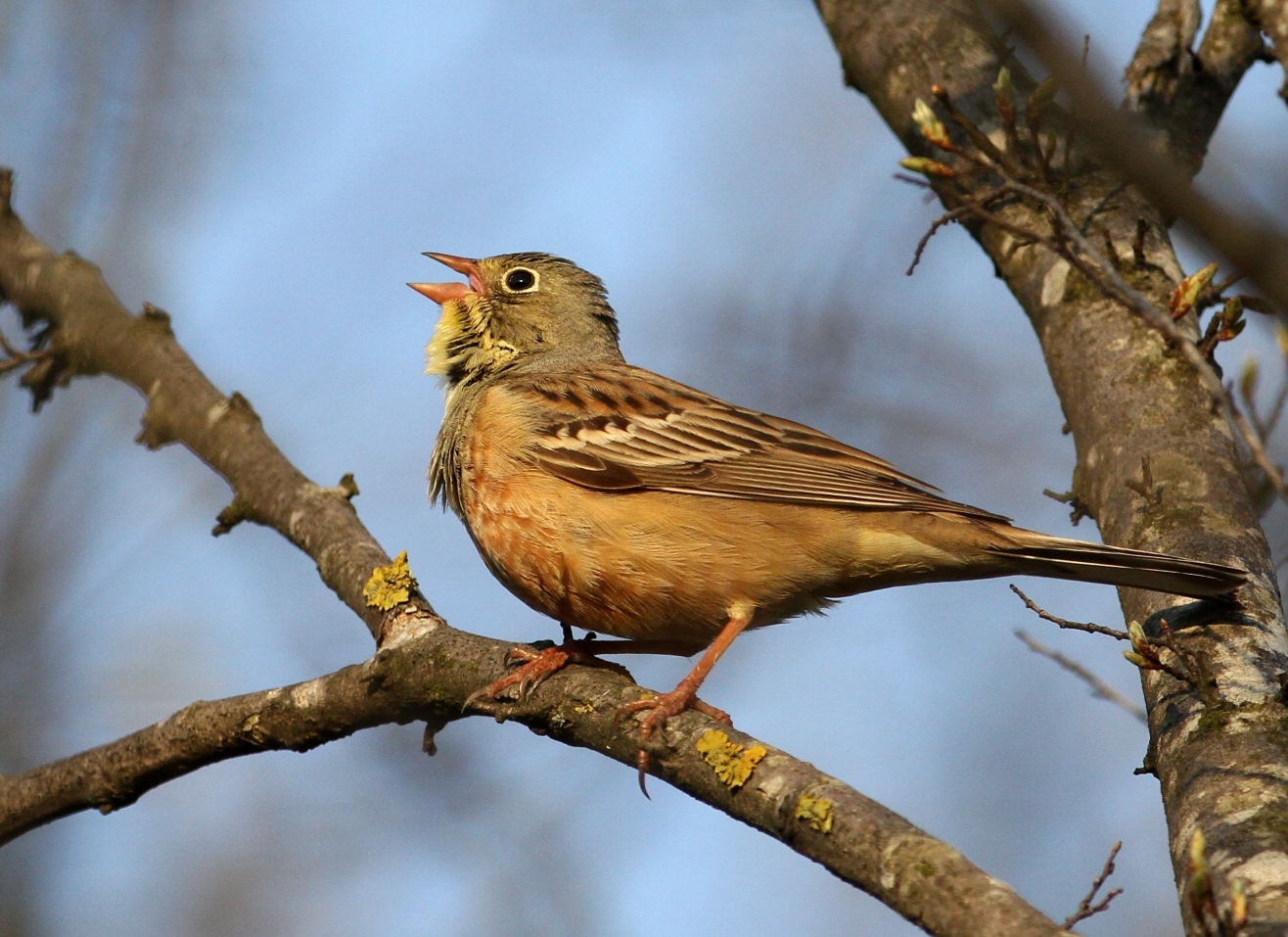
E. hortulana ズアオホオジロ
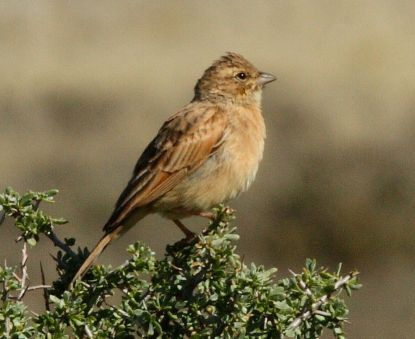
E. impetuani ヒバリホオジロ
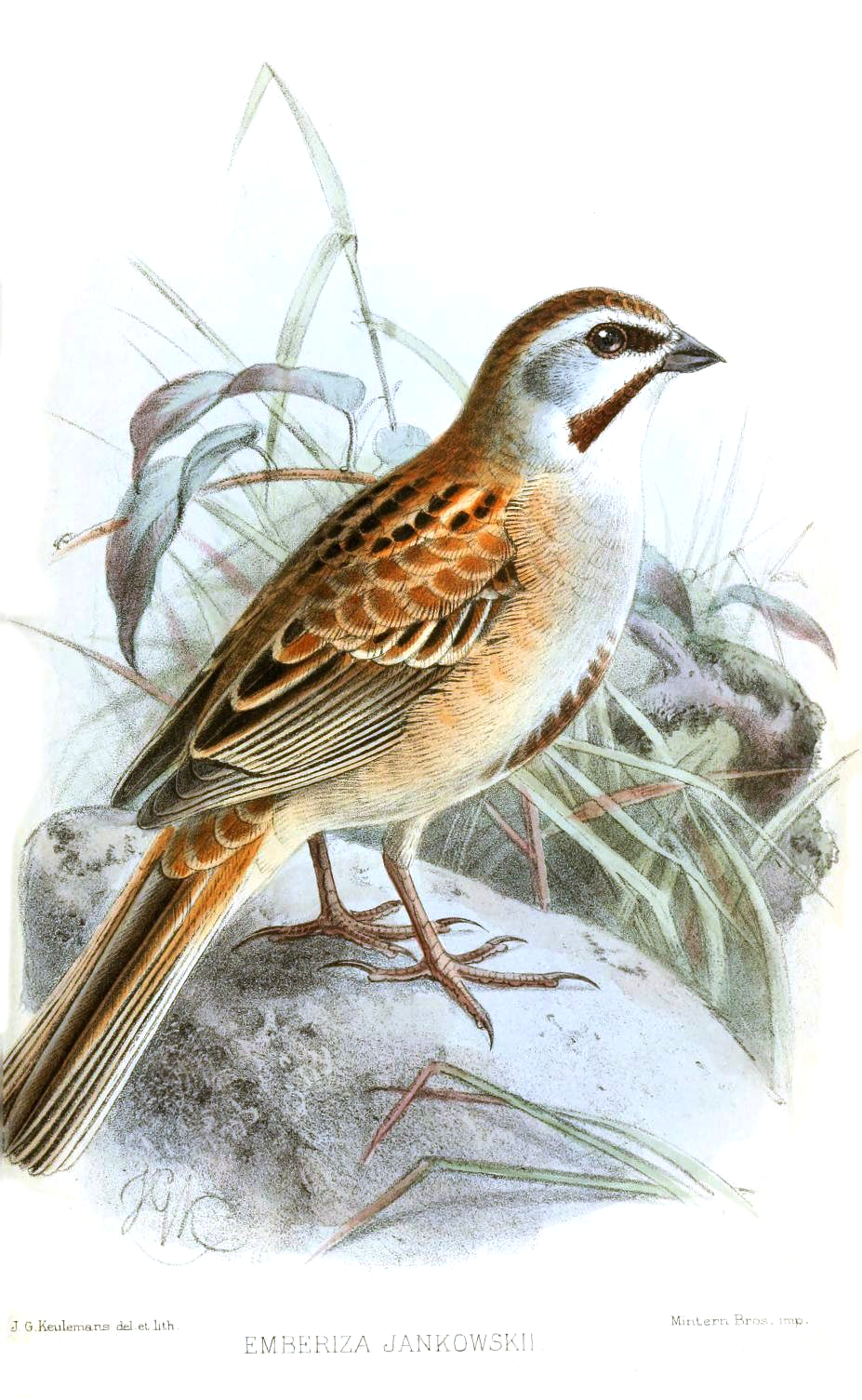
E. jankowskii コマホオジロ
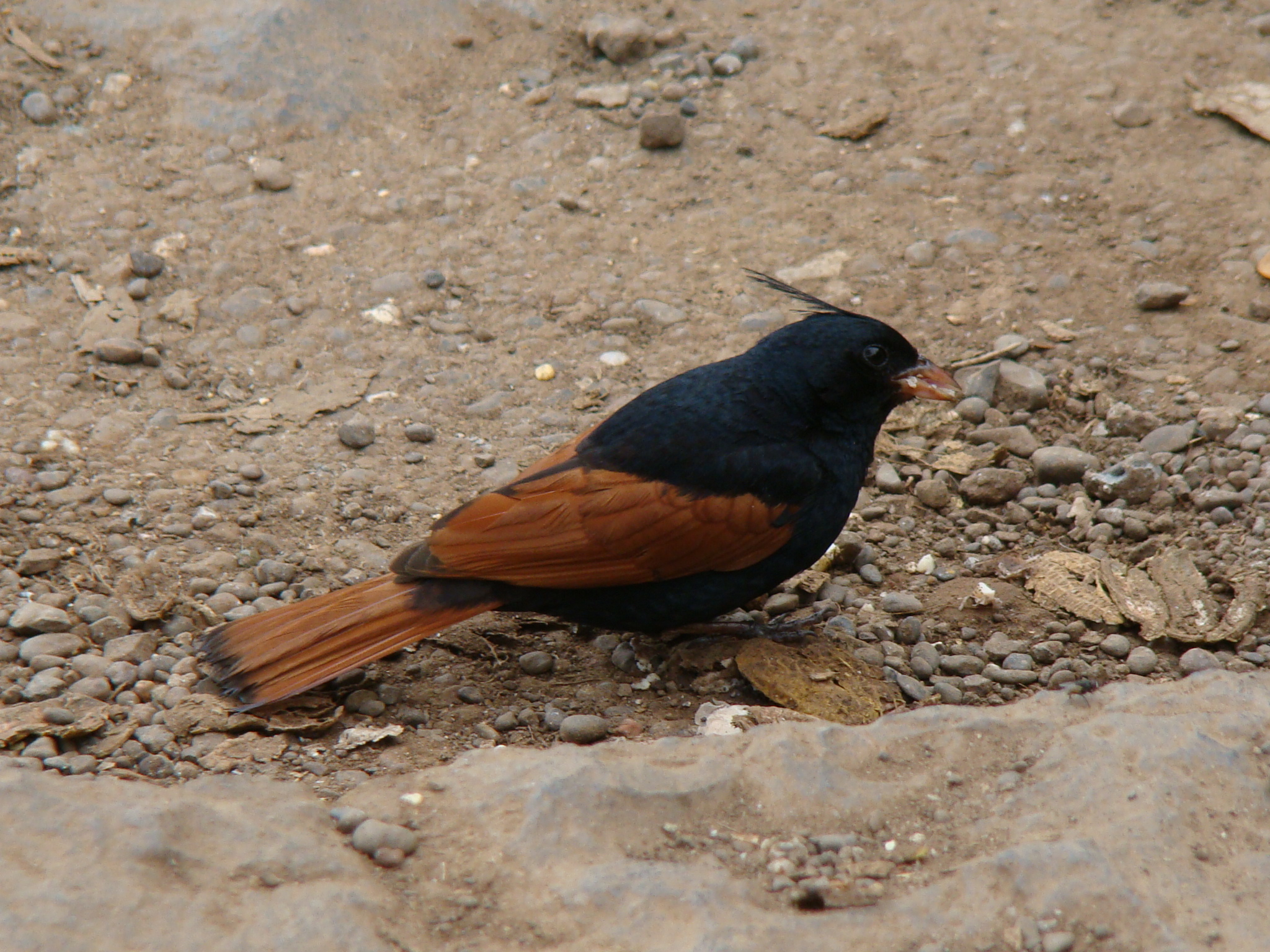
E. lathami レンジャクノジコ
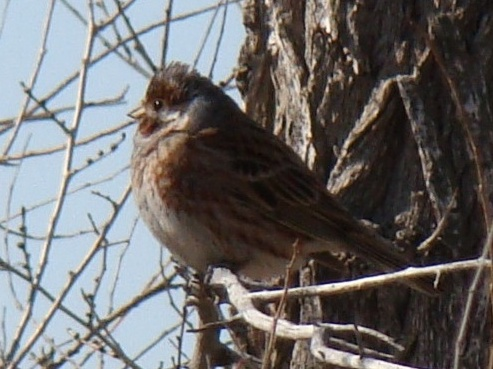
E. leucocephalos シラガホオジロ
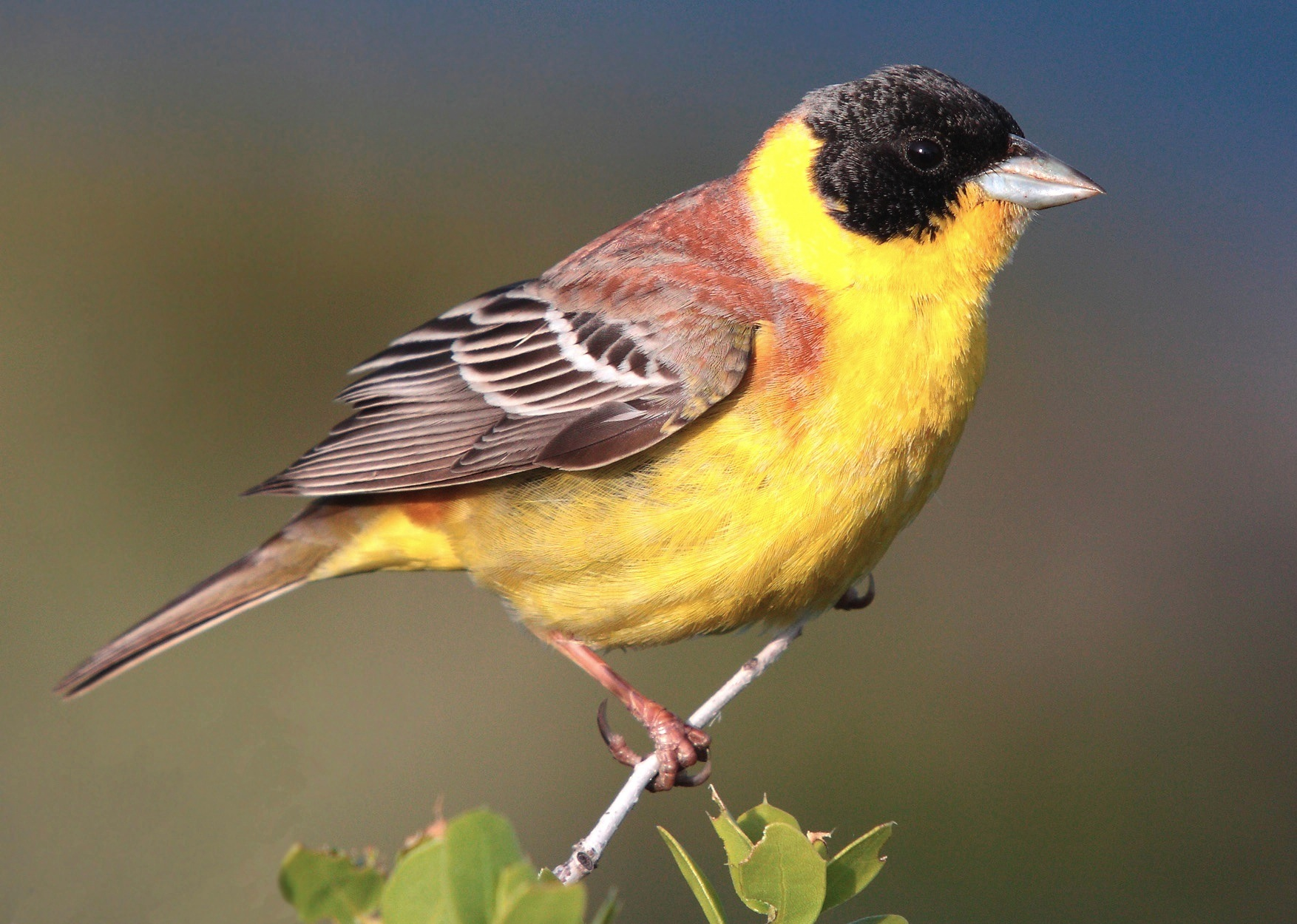
E. melanocephala ズグロチャキンチョウ
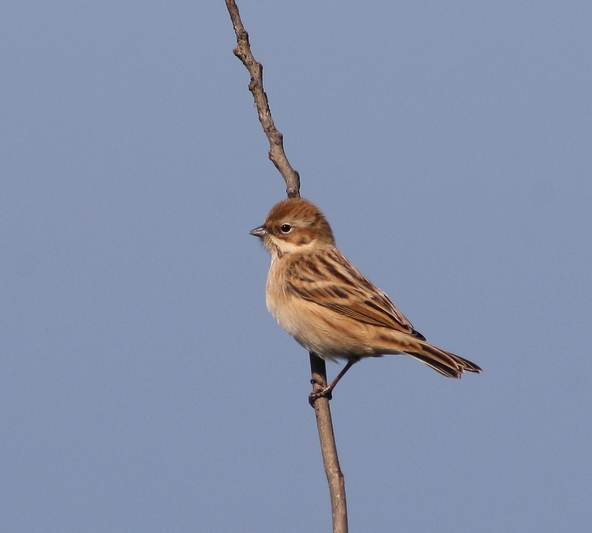
E. palasii シベリアジュリン
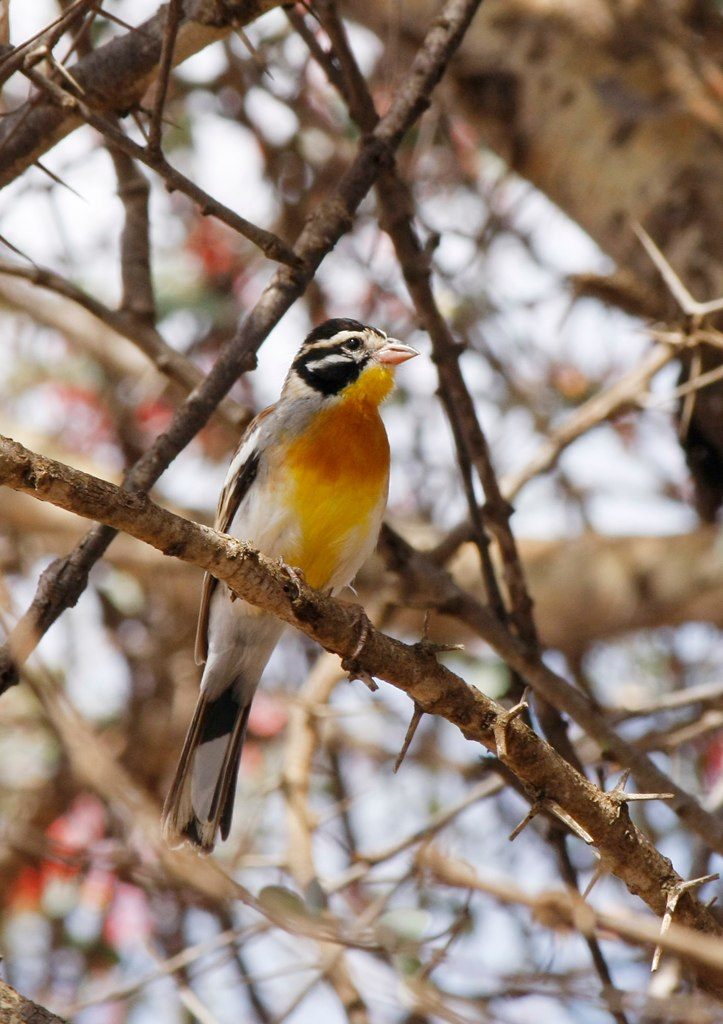
E. poliopleura ソマリアキンムネホオジロ
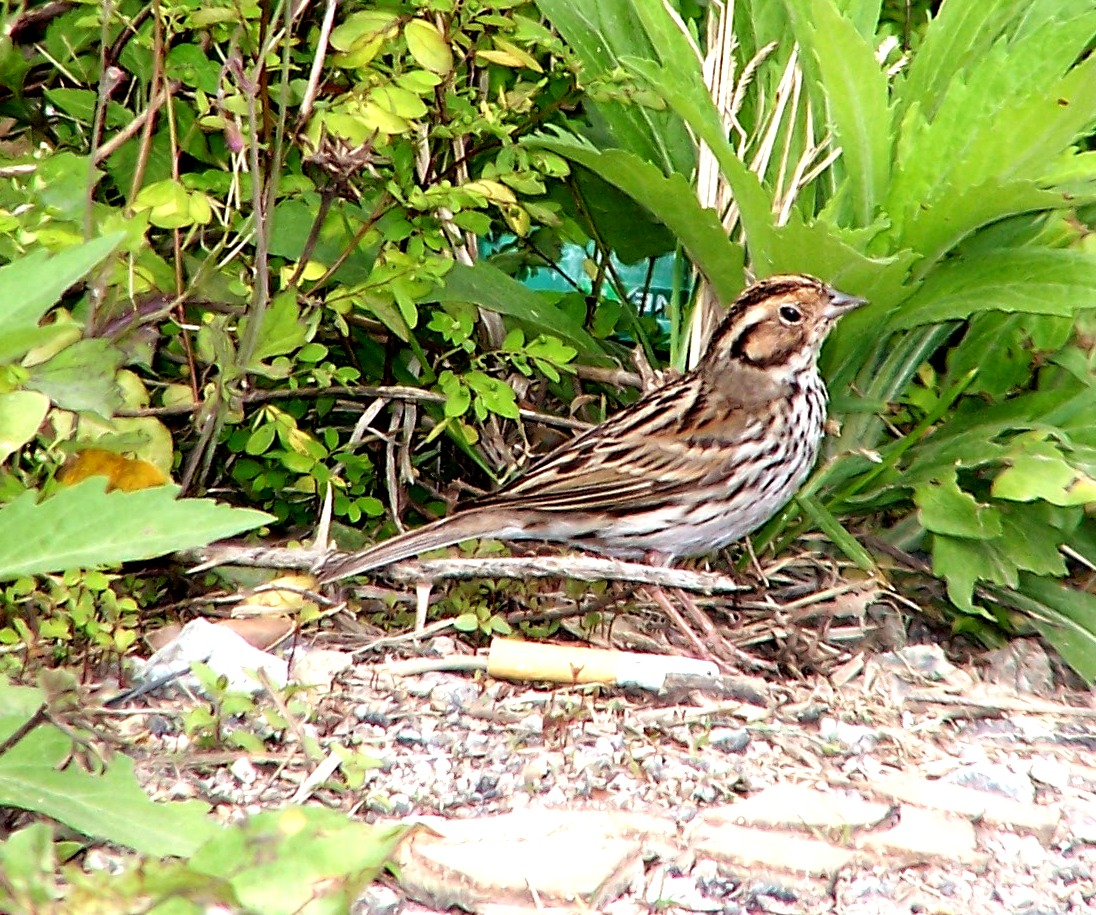
E. pusilla コホオアカ
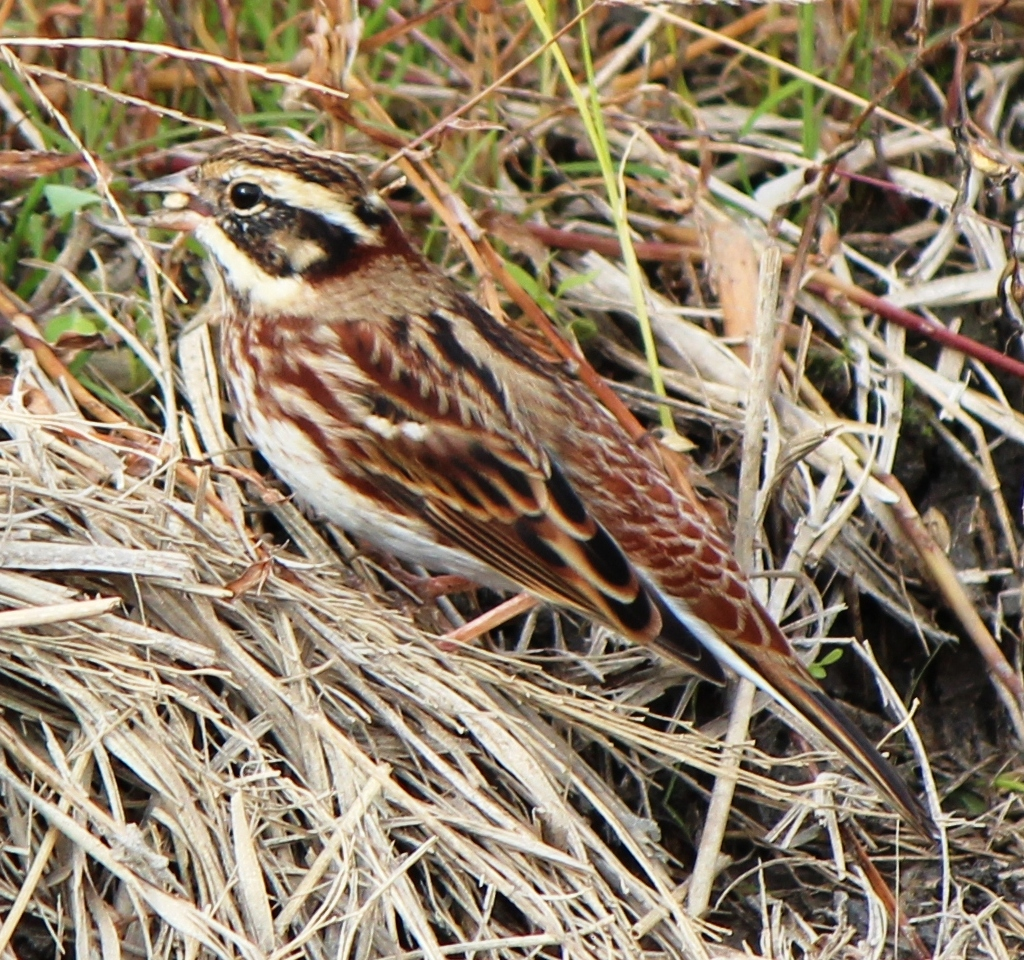
E. rustica カシラダカ
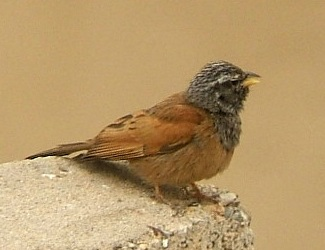
E. sahari
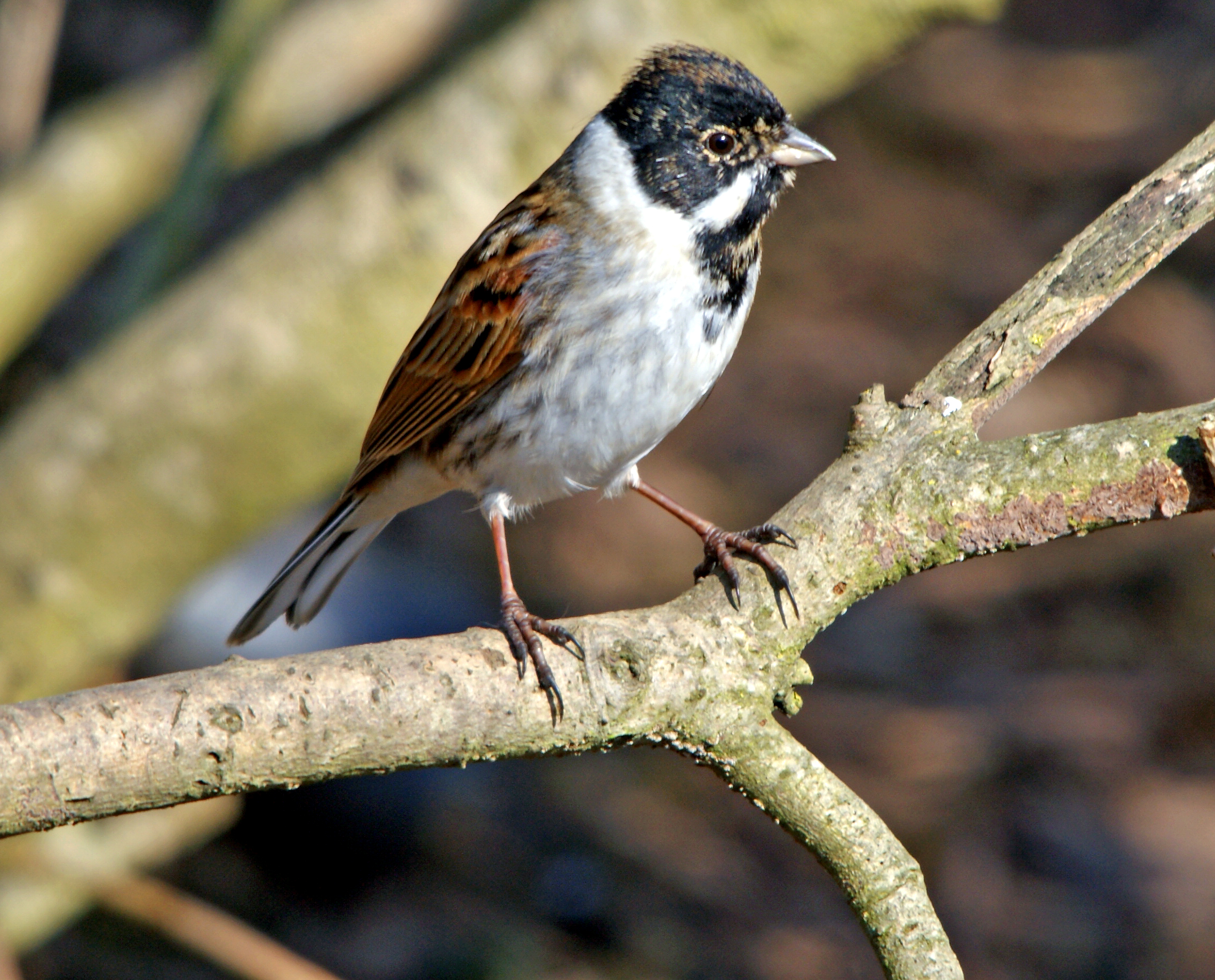
E. schoeniclus オオジュリン
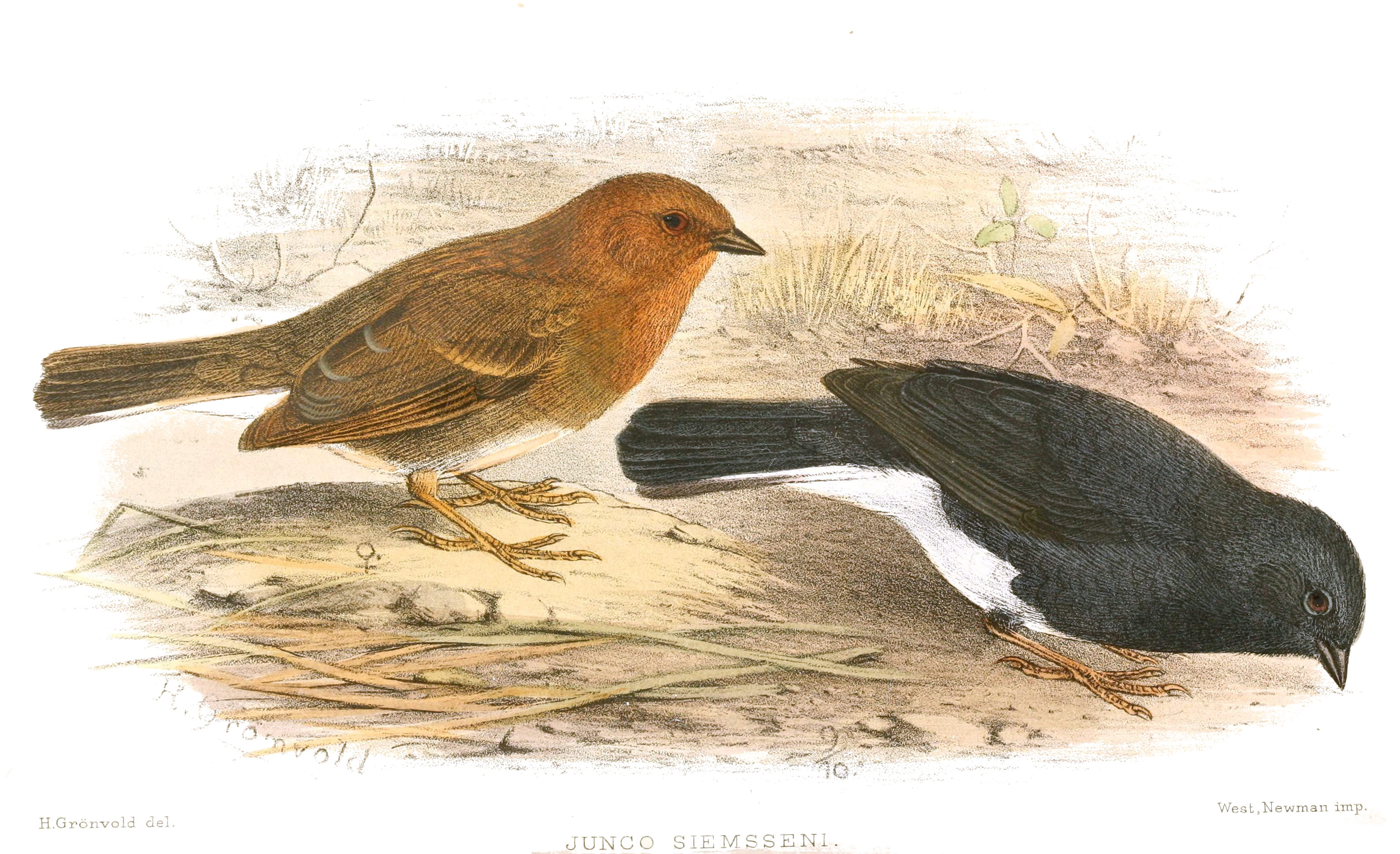
E. siemsseni ウスグロホオジロ
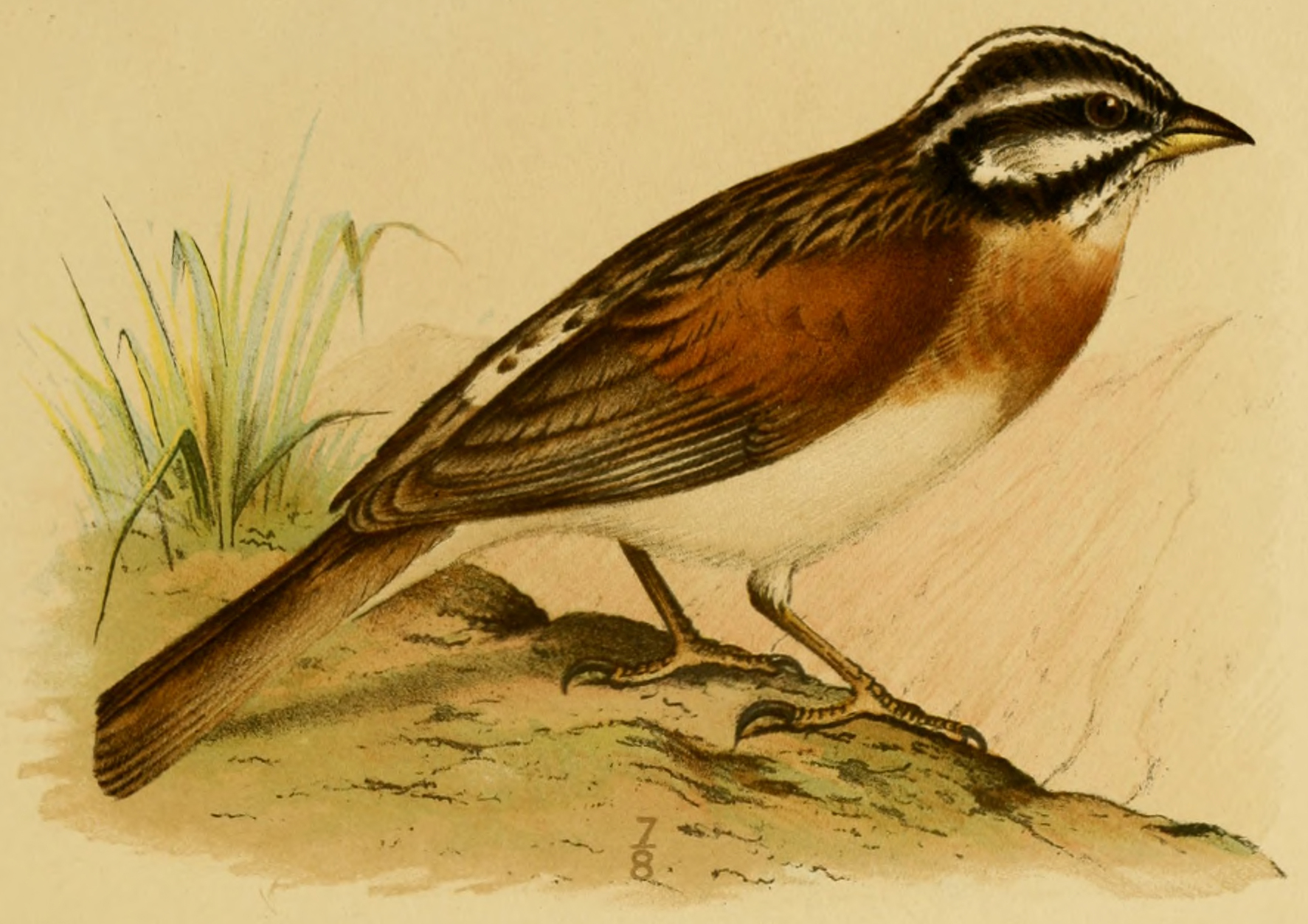
E. socotrana ソコトラホオジロ
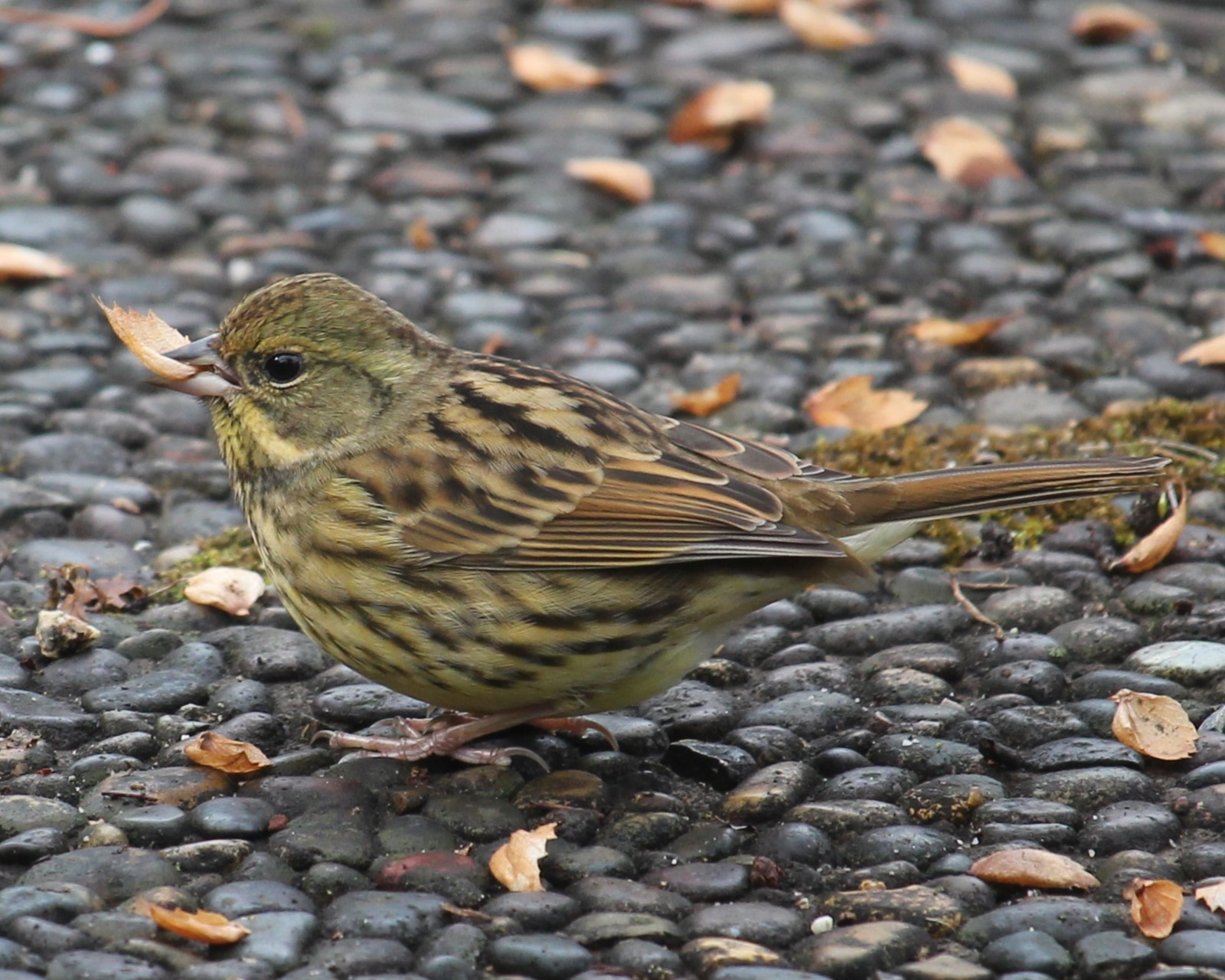
E. spodocephala アオジ
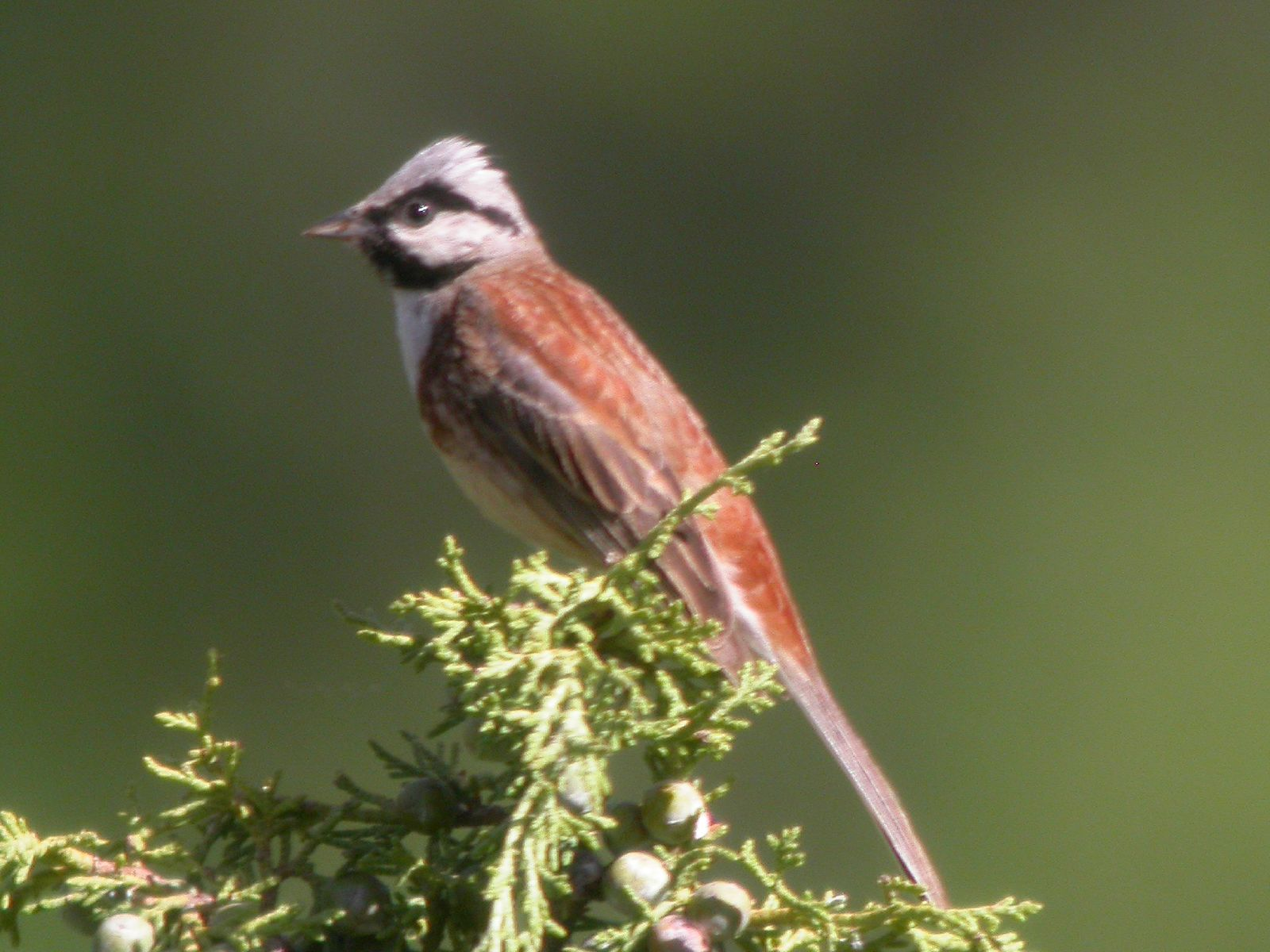
E. stewarti ハイガシラホオジロ
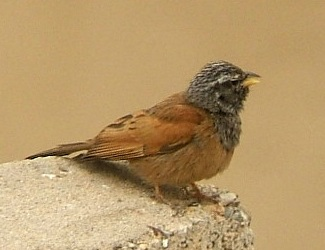
E. striolata イエホオジロ
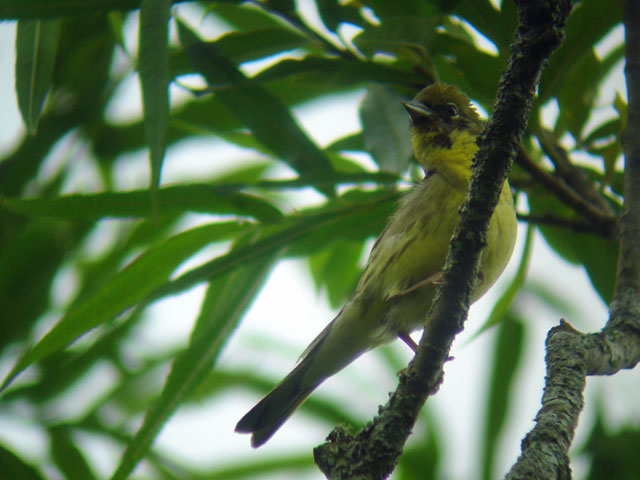
E. sulphurata ノジコ
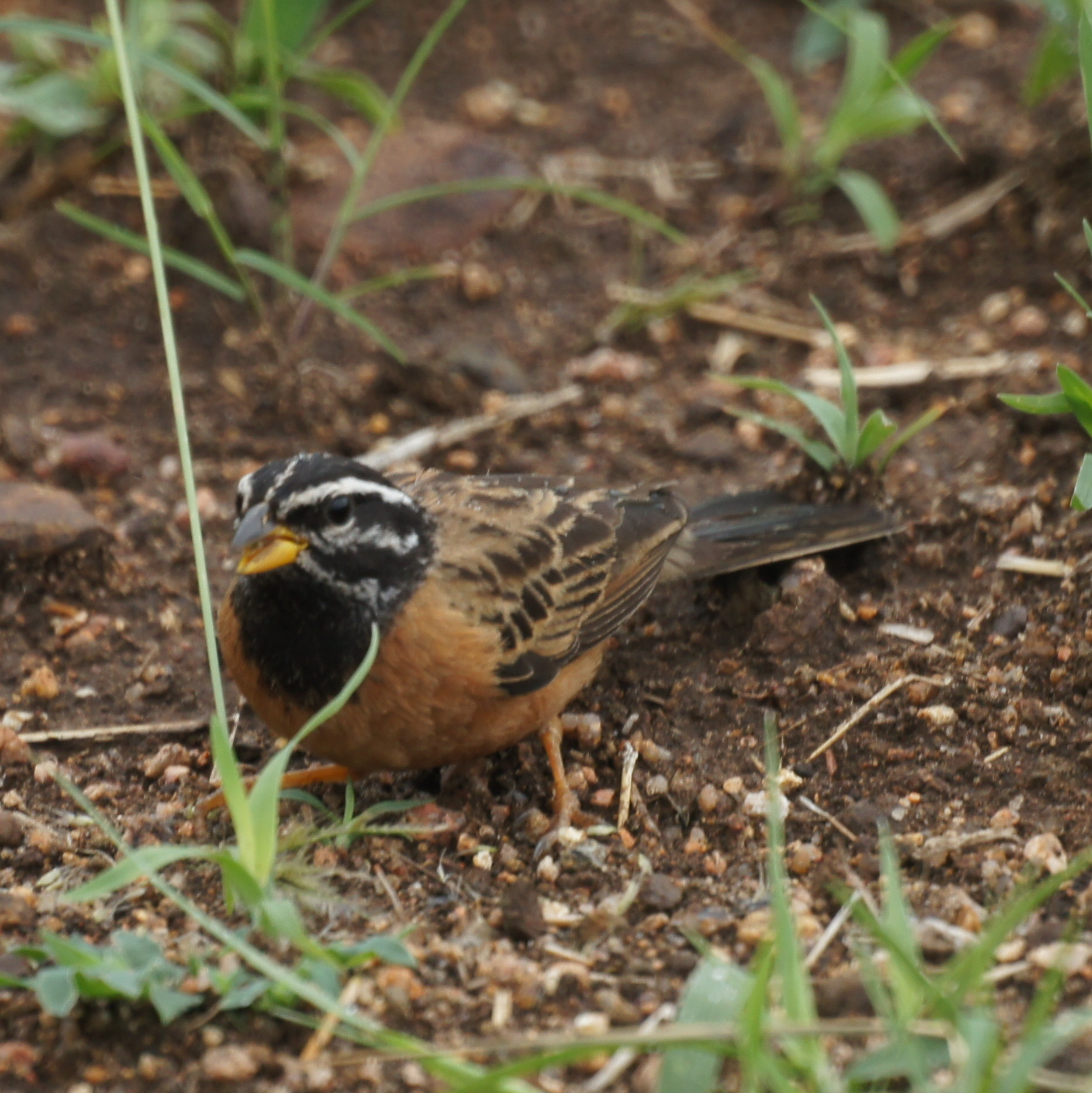
E. tahapisi ヒチジョウホオジロ
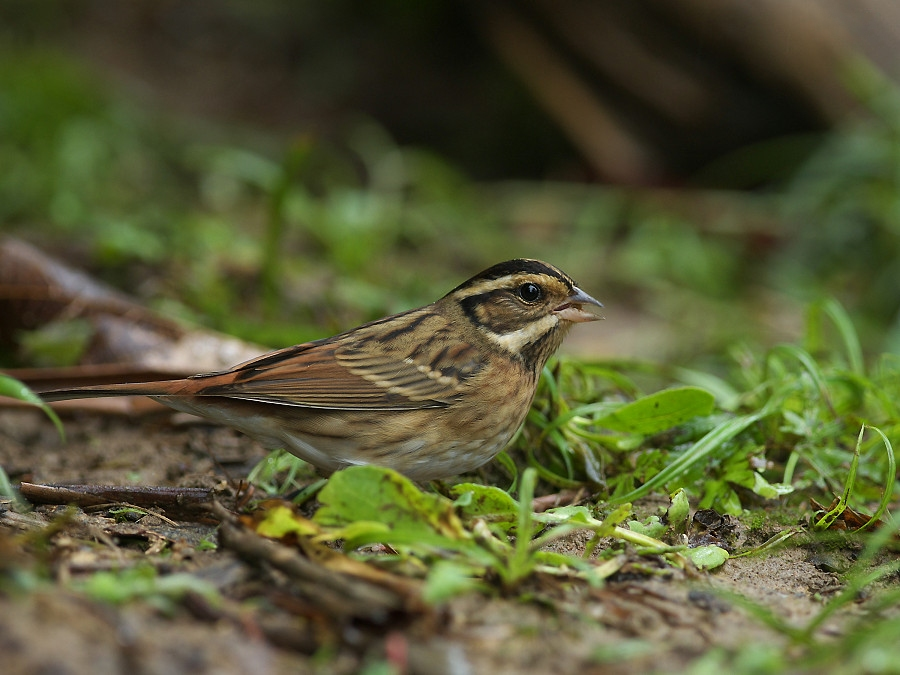
E. tristrami シロハラホオジロ
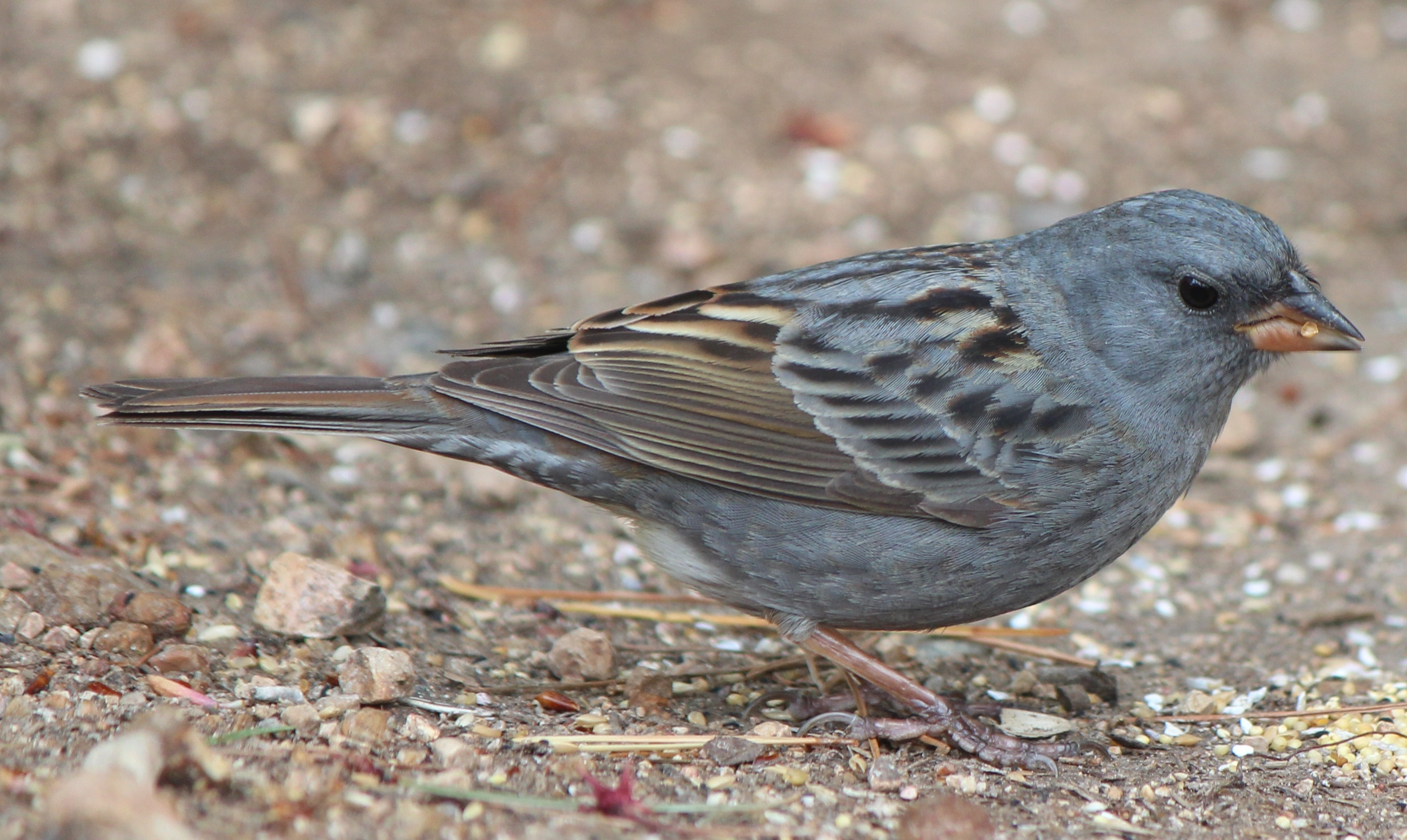
E. variabilis クロジ
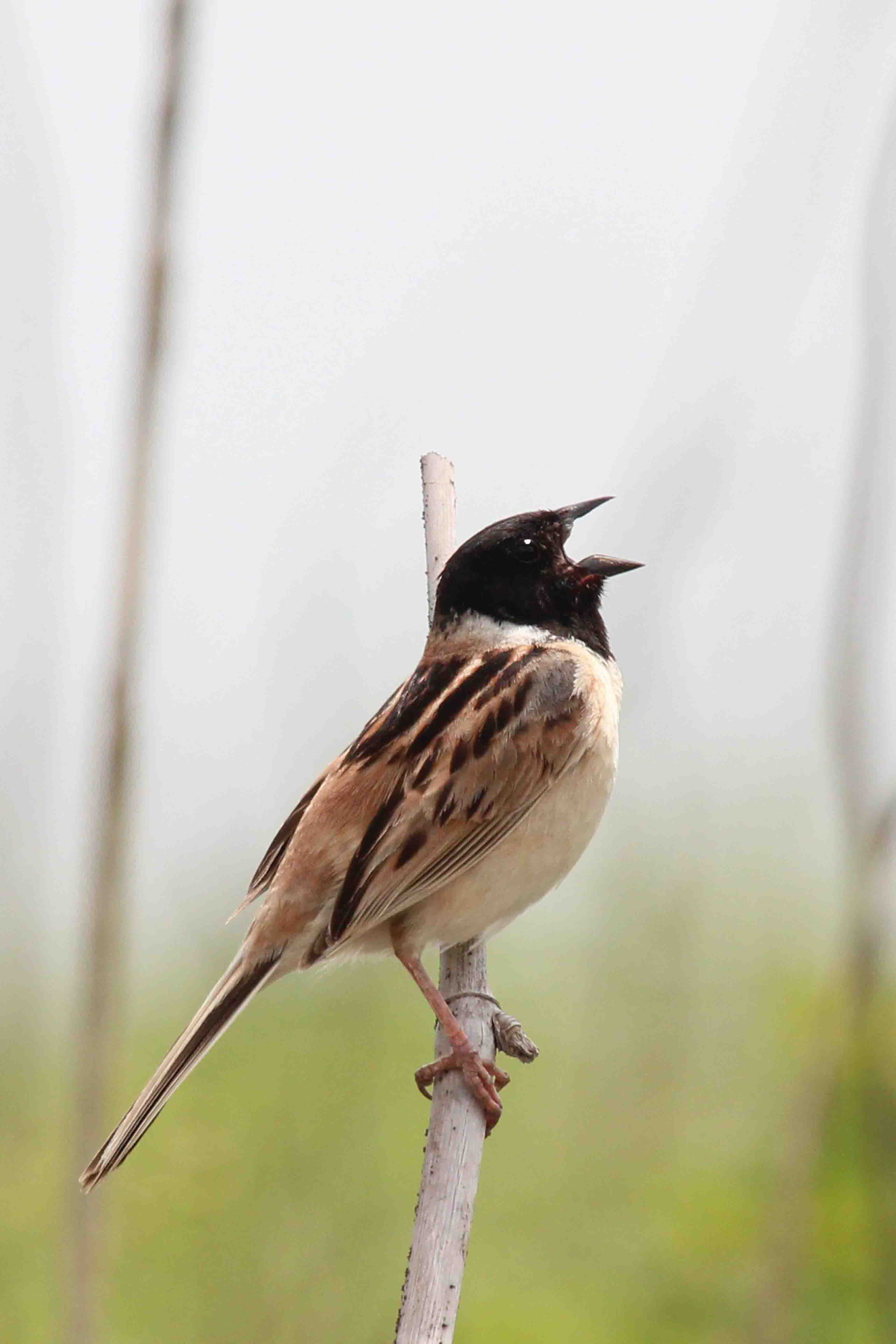
E. yessoensis コジュリン